# Falk Peschel
Falk Peschel (* 1974 in Hoyerswerda) ist ein deutscher Politiker (BSW). Er ist seit 2024 Mitglied im Landtag Brandenburg.

## Leben und Beruf
Peschel ist Diplom-Verwaltungswirt. Peschel arbeitet als persönlicher Referent im Bürgermeisterbüro der Stadt Senftenberg und ist Sorben- und Wendenbeauftragter in Senftenberg.

## Politik
Bei der Landtagswahl in Brandenburg 2024 wurde er für das Bündnis Sahra Wagenknecht auf den 7. Listenplatz der Landesliste gesetzt und somit in den Landtag gewählt. Peschel ist Mitgründer der BSW-nahen Wählervereinigung "WVG Senftenberg".